# Apechthes mexicanus
Apechthes mexicanus är en skalbaggsart som beskrevs av Thomson 1860. Apechthes mexicanus ingår i släktet Apechthes och familjen långhorningar.
Artens utbredningsområde är:
- Guatemala.
- Honduras.

Inga underarter finns listade i Catalogue of Life.